# 弗兰克·普菲策
弗兰克·普菲策（德語：Frank Pfütze，1959年1月15日—1991年1月20日），德国男子游泳运动员。他曾代表东德参加1976年和1980年夏季奥林匹克运动会游泳比赛，其中1980年奥运会获得一枚银牌。